# Збраньки
Збраньки (укр. Збраньки) — село на Украине, основано в 1710 году, находится в Овручском районе Житомирской области.
Код КОАТУУ — 1824288804. Население по переписи 2001 года составляет 418 человек. Почтовый индекс — 11151. Телефонный код — 4148. Занимает площадь 1,255 км².
В районе Овручского лёссового плато в 0,5—0,6 км севернее села Збраньки находится палеолитическая стоянка. Высота местонахождения над рекой Норини составляет 25—35 м.

## Адрес местного совета
11151, Житомирская область, Овручский р-н, с. Шоломки, ул. Центральная